# 陳崇輝
陳崇輝（英語：Frank Chan Shung Fai），香港商人，曾任職中央政策組顧問、前北區區議會當然議員。

## 個人生平

### 出生
泰國華僑後人，生於新界北區打鼓嶺。早年在英國留學。畢業後，在多間投資銀行工作。2004年，投資地產和基金，在同一時間成功在倫敦西敏寺區成立三和集團，以開發數學理論及程式改革了風險管理技術，廣泛地運用於金融和博彩業。
在2011年中國國家體彩更加使用其風險程式改革了體彩賠率風險管理，及後成為全球最大的倍率風險管理公司，更獲美國著名的金融雜誌彭博Bloomberg Pursuits  用4版紙來敘述整個發展故事。

### 學歷
- 英國曼徹斯特維多利亞大學(Victoria University of Manchester)取得技術科學學士學位
- 英國布里斯托大學(University of Bristol)取得國際商務工商管理碩士
- 法國國立橋路學校(ENPC)取得國際商務碩士
- 英國倫敦政治經濟學院(London School of Economics)

### 專業資格
證券及期貨事務監察委員會
就機構融資提供意見, 證券文易及證券投資全科證書

### 公職
- 前中央政策組非全職顧問
- 中華人民共和國 香港特別行政區政府 北區區議會當然議員2007-2019

## 從政
於2011年、2015年連續3屆當選為香港北區當然議員

## 家庭
- 2013年4月，陳崇輝與董喆結婚。董喆是全國政協委員董利翔的女兒[3]，已故解放軍上將董其武孫女。
- 董其武中國人民解放軍開國上將、中國人民解放軍第69軍軍長、1949年绥远省人民政府主席、第五、六屆全國政協副主席、第23兵團司令員 (抗美援朝主力兵團)。 （页面存档备份，存于），[4]
- 十世班禪 （页面存档备份，存于）十世班禪妻子是董其武的外孫女李洁。 （页面存档备份，存于），[5]
- 郭寄嶠给予庇護，並把女兒嫁给了董其武的儿子，郭寄峤另一個女兒嫁给了郝伯村，和董其武成為了姻親。 （页面存档备份，存于），[6]

## 名下馬匹
陳崇輝是香港賽馬會會員，名下馬匹包括「三和福將」（與黃偉誠、高寶明合夥）、「超好日子」（與劉業強、譚秉智、黃偉誠、高寶明以「百家樂團體」名義擁有）。